# Brachychaeta petiolata
Brachychaeta petiolata là một loài ruồi trong họ Tachinidae.